# Kelo jezik
Kelo jezik (ISO 639-3: xel; kelo-beni sheko, ndu-faa-keelo, tornasi), istočnosudanski jezik uže istočnodžebelske skupine, podskupine aka-kelo-molo, kojim govori još oko 200 osoba na sjeveru Sudana na planinama Jebel Tornasi (selo Keeli) i Beni Sheko.
Ima dva dijalekta beni sheko i kelo.

## Vanjske poveznice
- Ethnologue (14th)
- Ethnologue (15th)